# Анбаса ибн Сухайм Аль-Кальби
Анбаса ибн Сухайм Аль-Кальби (араб.  عنبسة بن سحيم الكلبي‎) — омейадский вали Аль-Андалуса с 721 по 726 г., представитель арабского племени кальбитов.
Первым шагом стало удвоение налогов на христиан; хотя есть точка зрения, что это коснулось не большинства недавно завоеванных и подчинившихся по договорам на специфических условиях поместий и городов, а земель под прямым арабским правлением и новых городов завоеванных в Септимании.
На фоне династической борьбы в халифате после смерти Язида II и вступлением на престол его брата Хишама в 724 г., Анбас пытался удовлетворить требования халифа о дальнейшем взимании налогов с немусульман, а также предпринимал попытки распространить их и на мусульман-неарабов.
Эти действия вызвали недовольство, отдельные акты неповиновения, а также несколько открытых восстаний. Во время своего пребывания на посту сборщика налогов Пелайо бросил вызов попытке Омейядов собрать налоги в горах Астурии, где он собрал группу сторонников. Отправленное под командованием Алькамы войско попало в засаду и было разбито в битве при Ковадонге. Христианские источники писали о большом числе жертв, мусульманские — что это было незначительный бой, единственный современный документ тех времён Мозарабская хроника 754 года вообще не упоминает об этом событие. Само сражение можно считать началом реконкисты.
После поражения в битве при Тулузе 721 г. и смерти Аль-Самх ибн Малика, Анбаса предпринял несколько походов в Септиманию, захватил вестготский город Каркасон в 724 или 725 гг. и Ним. Затем он возглавил экспедицию в королевство Бургундия, дойдя на север до Отёна и Санса. Умер в 726 году во время своей кампании в Аквитании.